# Esfandyar

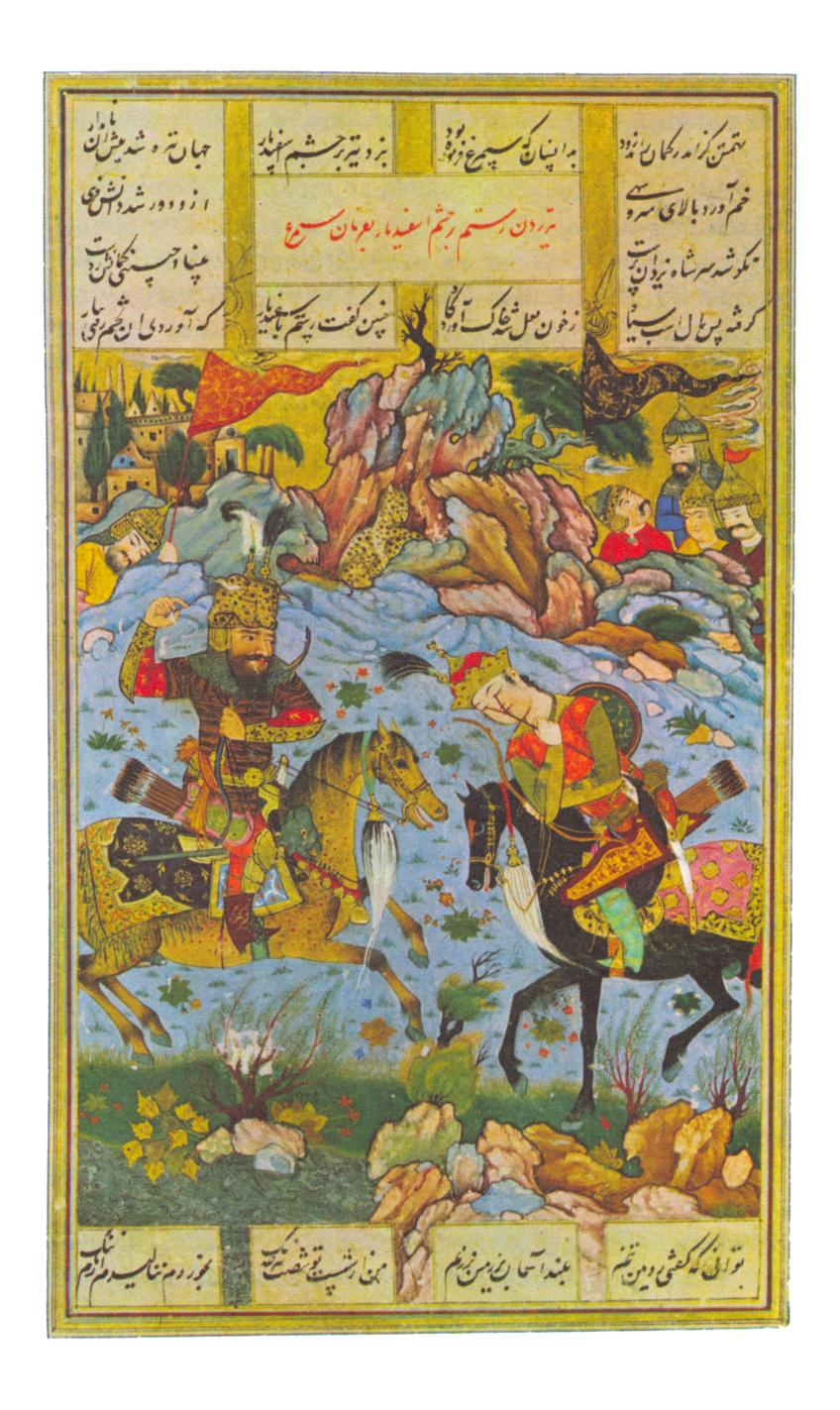
Esfandyar contro Rostam

Esfandyar (anche noto come Esfandyar o Asfandyar) è un leggendario eroe persiano. Era il figlio e principe ereditario del re Goshtasp (medio persiano Wishtasp, avestico Vishtaspa) e fratello del pio Pashotan (medio persiano Peshotan, avestico Peshotanu).

## Etimologia
L'arabo-persiano Esfandyar deriva dal medio persiano Spandadat o Spandyat (a seconda dei testi Pahlavi) che a sua volta deriva dall'avestico Spentodata "dato dalla generosità" o "dato dal santo" (vedi Amesha Spenta). Il medio persiano ricostruito *Spendata forse motiva una forma simile in antico persiano. 

## Shahnameh
Esfandyar è conosciuto principalmente per la battaglia con Rostam, descritta da Ferdowsi nel Shahnameh ("Libro dei Re"). L'episodio è uno dei più lunghi del poema e uno dei punti salienti:
Esfandyar è il successore designato dal padre Goshtasp, a patto che riesca a respingere un'invasione in lontane province. Esfandyar riesce nell'impresa, ma suo padre lo incarica di un'altra missione per reprimere una ribellione nel Turan. Esfandyar termina la missione con successo. Goshtasp, conscio di una predizione che prevede la morte del figlio per mano di Rostam, costringe Esfandyar a catturare Rostam e a portarglielo in catene per punirlo della sua arroganza e per il suo mancato dovuto rispetto al re. Inizialmente Esfandyar protesta, ricordando al padre la fama di Rostam, l'età e i servizi resi alla dinastia, ma alla fine asseconda i desideri paterni e va alla ricerca di Rostam.
Mentre si avvicina alla residenza di Rostam, Esfandyar gli invia un messaggio contenente i motivi e gli scopi della sua missione. Rostam rifiuta di essere incatenato, ma accetta di accompagnare il giovane principe dal re. Esfandyar insiste ma Rostam, anche se disposto a fare molte concessioni, non si piega e alla fine ingaggiano un duello. Rostam ignora che Esfandyar si è bagnato in una pozza dell'invincibilità. Esfandyar non subisce danni dai colpi di Rostam, mentre Rostam viene gravemente ferito.
Chiedendo una tregua per fasciare le ferite, Rostam si ritira. Scopre allora il segreto di Esfandyar e della sua debolezza: quando Esfandyar nuota nella pozza dell'invincibilità, tiene gli occhi chiusi. In quel momento può essere vinto. Rostam quindi foggia una freccia a punta forcuta con una penna di Simurgh e un ramoscello di tamarisco. Quando il mattino seguente riprendono la battaglia, Esfandyar è ucciso da un colpo in mezzo agli occhi.